# Gamahidroksibutirat
Gamahidroksibutirat GHB (Xyprem) je sintetička droga, depresor središnjeg živčanog sustava. Ulična imena za GHB su G, liquid i tekući ecstasy. GHB po prirodi postoji u ljudskom mozgu no u mnogo nižim koncentracijama nego što pronalazimo pri zlouporabi GHB-a kao klupske droge.
GHB je vrsta psihotropne tvari. Uvršten je u Hrvatskoj na temelju Zakona o suzbijanju zlouporabe droga na Popis droga, psihotropnih tvari i biljaka iz kojih se može dobiti droga te tvari koje se mogu uporabiti za izradu droga, pod Popis droga i biljaka iz kojih se može dobiti droga, pod 2. Popis psihotropnih tvari i biljaka, Odjeljak 2 - Psihotropne tvari sukladno Popisu 2. Konvencije UN-a o psihotropnim tvarima iz 1971. godine. Kemijsko ime je γ-hidroksimaslačna kiselina.

## Zloporaba
GHB i rohipnol dostupni su u bezmirisnim, bezbojnim i bezukusnim oblicima koji se često kombiniraju s alkoholom i ostalim pićima. Zloporabi ga se kao za počinjenje seksualnih napada (poznat i pod imenima droga za silovanje) zahvaljujući sposobnostima da žrtve onesposobi. Time se osigurava da se žrtva ne odupire seksualnom napadu. GHB se najčešće uzima oralno, ili u obliku tekućine ili u obliku praha. GHB također ima anaboličke efekte (stimulira sintezu proteina) i koriste ga bodybuilderi da bi smanjili masnoću i izgradili mišiće.

## Utjecaj na mozak
U velikim dozama sedativ GHB ima posljedice u spavanju, te može rezultirati komom ili smrću.

## Stvaranje ovisnosti
Ponavljana upotreba GHB-a može dovesti do efekata poput insomnije, anksioznosti, drhtanja i znojenja.

## Ostale posljedice na zdravlje
Nesigurnosti povezane uz izvor droge, kemikalije i moguća onečišćenja do kojih dolazi tijekom same proizvodnje otežavaju odrediti toksičnost i popratne medicinske posljedice. Poznato je da ako se konzumira GHB može doći do kome i napadaja. Ako se kombinira s primjerice alkoholom može rezultirati mučninom i problemima s disanjem. GHB i dva njegova prekursora GBL i BD su bili uključeni u trovanje, predoziranje, silovanje na spoju i smrt.

## Vanjske poveznice
- (nje.) Drugcom.de GHB